# Halowe Mistrzostwa Świata w Lekkoatletyce 2006 – bieg na 400 m kobiet
Bieg na 400 m kobiet – jedna z konkurencji rozgrywanych podczas halowych mistrzostw świata w lekkoatletyce w 2006. Eliminacje odbyły się 10 marca, półfinały miały miejsce 11 marca, finał zaś został rozegrany 12 marca.
Do eliminacji zgłoszonych zostało 19 zawodniczek z 14 państw.
Zawody w tej konkurencji wygrała reprezentantka Rosji Olesia Krasnomowiec. Drugą pozycję zajęła zawodniczka z Bułgarii Wanja Stambołowa, trzecią zaś reprezentująca Bahamy Christine Amertil.

## Wyniki

### Eliminacje
Źródło: 
Bieg 1
| Miejsce | Zawodniczka      | Państwo  | Wynik | Uwagi |
| ------- | ---------------- | -------- | ----- | ----- |
| 1.      | Wanja Stambołowa | Bułgaria | 51,04 |       |
| 2.      | Novlene Williams | Jamajka  | 51,57 | PB    |
| 3.      | Iłona Usowicz    | Białoruś | 51,71 | PB    |
| 4.      | Angela Moroșanu  | Rumunia  | 52,49 | PB    |
| –       | Alisa Kaliniku   | Cypr     | DNS   |       |

Bieg 2
| Miejsce | Zawodniczka        | Państwo   | Wynik | Uwagi |
| ------- | ------------------ | --------- | ----- | ----- |
| 1.      | Natalja Nazarowa   | Rosja     | 51,77 |       |
| 2.      | Marijana Dimitrowa | Bułgaria  | 52,07 | PB    |
| 3.      | Monika Bejnar      | Polska    | 52,36 | NR    |
| 4.      | Danijela Grgić     | Chorwacja | 52,91 | PB    |
| 5.      | Klodiana Shala     | Albania   | 54,21 |       |

Bieg 3
| Miejsce | Zawodniczka              | Państwo           | Wynik | Uwagi |
| ------- | ------------------------ | ----------------- | ----- | ----- |
| 1.      | Olesia Krasnomowiec      | Rosja             | 51,18 |       |
| 2.      | Claudia Hoffmann         | Niemcy            | 53,05 |       |
| 3.      | Mary Danner              | Stany Zjednoczone | 53,07 |       |
| 4.      | Ronetta Smith            | Jamajka           | 53,57 |       |
| 5.      | Sandrine Thiébaud-Kangni | Togo              | 53,83 | SB    |

Bieg 4
| Miejsce | Zawodniczka       | Państwo           | Wynik | Uwagi |
| ------- | ----------------- | ----------------- | ----- | ----- |
| 1.      | Sanya Richards    | Stany Zjednoczone | 52,25 |       |
| 2.      | Christine Amertil | Bahamy            | 52,33 |       |
| 3.      | Grażyna Prokopek  | Polska            | 52,89 | SB    |
| 4.      | Aliann Pompey     | Gujana            | 53,72 |       |

### Półfinały
Źródło: 
Bieg 1
| Miejsce | Zawodniczka      | Państwo  | Wynik | Uwagi |
| ------- | ---------------- | -------- | ----- | ----- |
| 1.      | Wanja Stambołowa | Bułgaria | 50,66 |       |
| 2.      | Natalja Nazarowa | Rosja    | 50,67 |       |
| 3.      | Novlene Williams | Jamajka  | 51,25 | PB    |
| 4.      | Iłona Usowicz    | Białoruś | 51,53 | PB    |
| 5.      | Claudia Hoffmann | Niemcy   | 52,32 |       |
| 6.      | Grażyna Prokopek | Polska   | 53,64 |       |

Bieg 2
| Miejsce | Zawodniczka         | Państwo           | Wynik | Uwagi |
| ------- | ------------------- | ----------------- | ----- | ----- |
| 1.      | Olesia Krasnomowiec | Rosja             | 50,61 |       |
| 2.      | Christine Amertil   | Bahamy            | 51,09 | PB    |
| 3.      | Marijana Dimitrowa  | Bułgaria          | 52,17 |       |
| 4.      | Sanya Richards      | Stany Zjednoczone | 52,46 |       |
| 5.      | Angela Moroșanu     | Rumunia           | 52,57 |       |
| 6.      | Monika Bejnar       | Polska            | 52,60 |       |

### Finał
Źródło: 
| Miejsce | Zawodniczka         | Państwo  | Wynik | Uwagi |
| ------- | ------------------- | -------- | ----- | ----- |
| 01 !    | Olesia Krasnomowiec | Rosja    | 50,04 | CR    |
| 02 !    | Wanja Stambołowa    | Bułgaria | 50,21 | NR    |
| 03 !    | Christine Amertil   | Bahamy   | 50,34 | AR    |
| 4.      | Natalja Nazarowa    | Rosja    | 50,60 |       |
| 5.      | Novlene Williams    | Jamajka  | 51,82 |       |
| 6.      | Marijana Dimitrowa  | Bułgaria | 52,66 |       |